# Климова, Екатерина Дмитриевна
Екатери́на Дми́триевна Кли́мова (р. 19 марта 1971) — российский искусствовед, историк искусства и куратор музейных выставок.

## Биография
Екатерина Климова родилась 19 марта 1971.
Окончила факультет Теории и истории искусства Институт живописи, скульптуры и архитектуры имени И. Е. Репина (Санкт-Петербург, 1996). Заведующая отделом гравюры XVIII—XXI веков Государственного Русского музея. Автор значительного числа научных статей в каталогах по истории отечественной печатной графики и книги художника.
Климова неоднократно становилась приглашенным членом жюри отечественных биеннале и конкурсов печатной графики: Новосибирская биеннале графики, Биеннале графики стран Балтийского моря (Калининград), Международный фестиваль меццо-тинто (Екатеринбург). Автор лекций по истории печатной графики.
Выступает как куратор музейных выставочных проектов профильной тематики.